# Золотые монеты Екатерины II

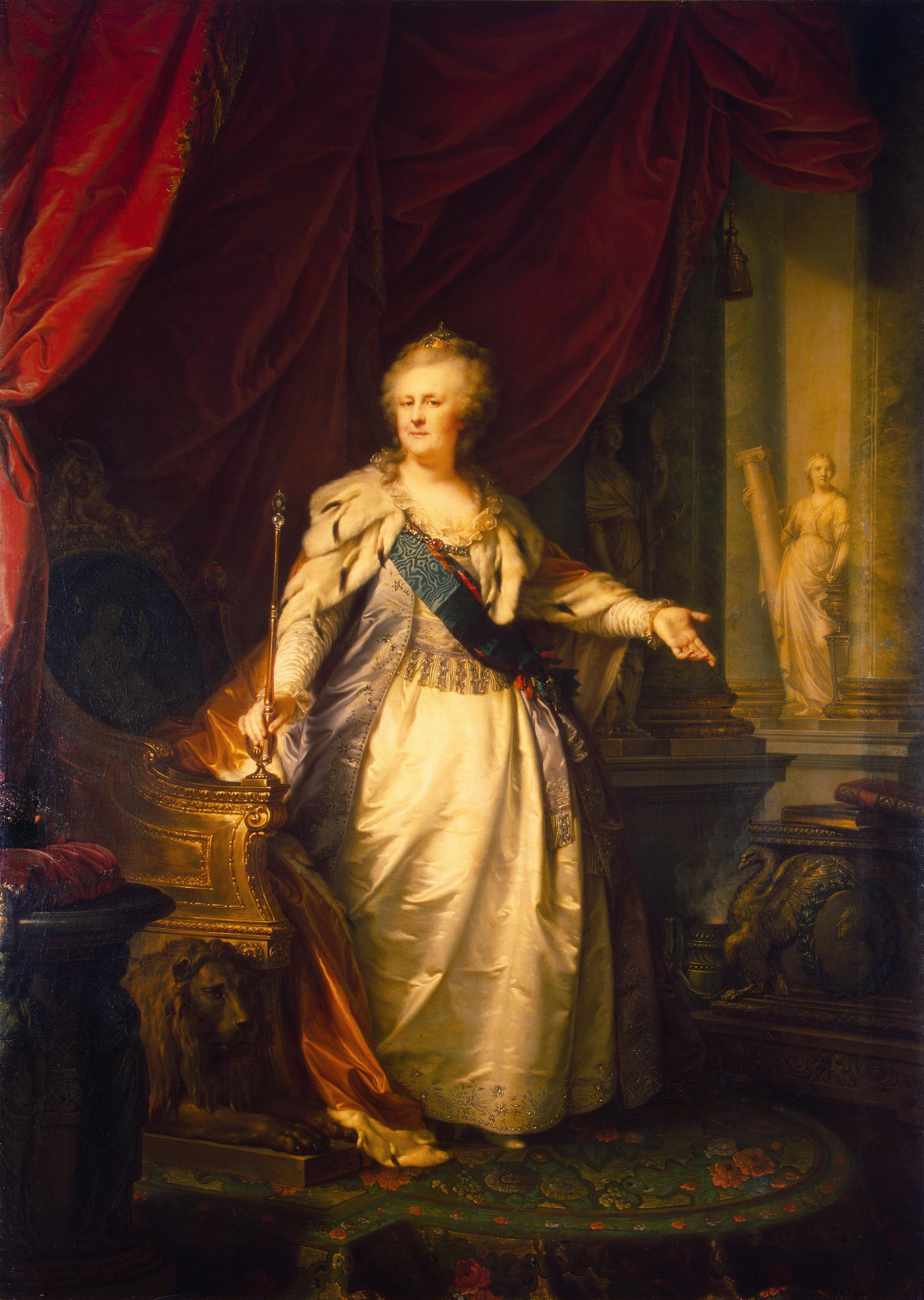
Императрица Екатерина II, правившая Россией 34 года

Золотые монеты Екатерины II — монеты Российской империи, отчеканенные из золота во время правления Екатерины II. При императрице существовало 6 номиналов золотых монет: империал (десять рублей), полуимпериал (пять рублей), червонец, два рубля, один рубль и полтина.
К моменту восхождения императрицы на трон в России всё ещё не было устоявшейся пропорции стоимости золота к серебру, подобно той, которая сложилась в Европе естественным путём. Недооценённое золото тайно вывозилось за границу, что причиняло урон государственной казне. С 1762 года Сенат с целью увеличения прибыли казны ищет новую концепцию производства золотых монет, в частности рассматривая идеи понижения пробы или веса золотых. В результате в 1764 году пропорция 1⁄15 золота к серебру была установлена законодательно.
Несмотря на отказ в 1763 году от чеканки червонцев, которые не имели номинала, в 1766 году была изготовлена крупная партия, более 80 тысяч монет. С 1764 года начинается активное производство империалов и полуимпериалов, золотых монет 88-й золотниковой пробы, суммарный тираж которых к концу правления императрицы составил более 2 миллионов экземпляров.
В правление Екатерины II чеканились так называемые монеты для дворцового обихода — золотые полтины, рублёвики и двухрублёвики, назначение которых стало предметом дискуссий в русской нумизматике. Упоминаний о тиражах этих монет практически не обнаружено, как и документов, подтверждающих их выпуск. Возникло несколько версий о действительном назначении данных мелких золотых монет.
По ряду причин в России началось тайное производство нидерландских дукатов, которые охотно принимались в Европе в противовес русским золотым, зачастую вызывавшим недоверие у европейцев. Вероятно, чеканка голландских дукатов началась в России ещё при Анне Иоанновне. Большая партия дукатов была изготовлена во время Русско-турецкой войны (1768–1774) для поддержания армии и флота. Крупные тиражи «голландского» золота чеканились в России как во время, так и после войны, удовлетворяя нужды государства в международных делах.
За 34 года правления императрицы Екатерины II было изготовлено около 15,7 млн золотых монет. Более 2⁄3 из них составили империалы, около 30 % от общего количества отчеканено полуимпериалов. Червонцы, дворцовые монеты и нидерландские дукаты составили относительно небольшую долю в золотом монетном обращении России.

## История

### Установление пропорции золота к серебру
В начале правления Екатерины II перед Россией стояли многие нерешённые проблемы. Одной из них было то, что в империи золото по отношению к серебру стоило меньше, чем в развитых европейских государствах. В Европе 1 часть золота приравнивалась к 15 частям серебра, эта пропорция сложилась естественным путём. Из-за того, что в России не было чёткого соотношения и золото по отношению к серебру ценилось ниже, ввоз золота из Европы был невыгоден и, наоборот, был выгоден тайный вывоз золотых монет за рубеж.
11 ноября 1762 года Сенат обратился к Монетной канцелярии с требованием рассмотреть вопрос о чеканке золотых монет в соответствие с серебряными монетами, которые имели 72-ю золотниковую пробу. Задачей канцелярии была подготовка расчётов, мнений и пробных золотых монет. Рассмотрев требование Сената, канцелярия посчитала выпускать золотую монету прежней 88-й пробы, но для сохранения пропорции золота к серебру уменьшить её вес. Так, было предложено изменить вес империала с 3+85⁄96 золотника до 3+3⁄8 золотника (вместо 246 руб. 80+20⁄96 коп. получить 284 руб. 38+1⁄6 коп. из фунта лигатурного золота), увеличив прибыль казны на 37 руб. 58 коп. Понизить вес ранее выпущенных золотых с помощью опиливания было бы невозможно из-за близкого расположения надписей по кругу у краёв монет. По этой причине было предложено изымать империалы и полуимпериалы, отчеканенные до 1763 года, переплавлять и чеканить в соответствии с предложенной нормой, заменяя старые новыми по номинальной стоимости. Чтобы легко отличать новые монеты от старых, на новых предлагалось сделать другой гурт. Сенат отклонил предложение Монетной канцелярии, так как предложенная монетным ведомством концепция предполагала заметное уменьшение веса монет, что было непозволительно. Для сохранения веса с уменьшением содержания чистого золота пришлось бы понизить пробу империалов и полуимпериалов, что позволило бы оставить в обороте монеты, выпущенные до 1763 года.

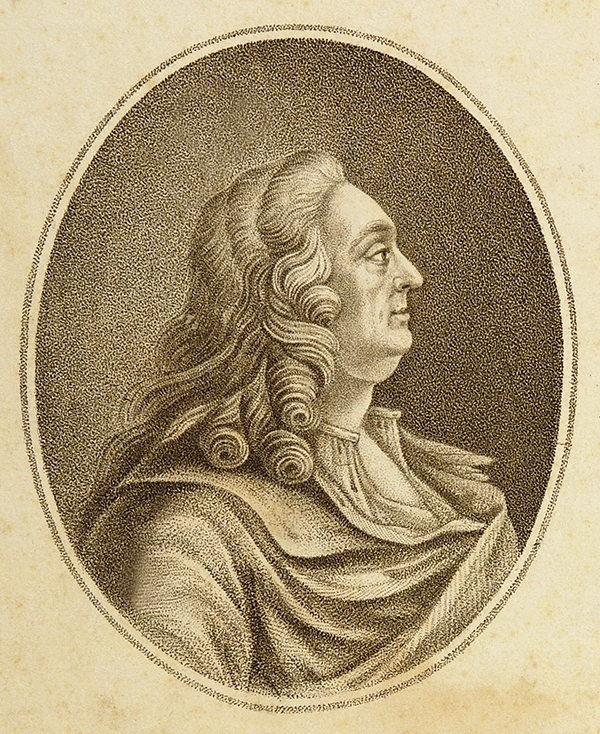
И. А. Шлаттер настаивал на установлении такой пропорции золота к серебру, какая установилась в Европе естественным путём

По указанию Сената были подготовлены пробные золотые монеты без изменения в весе, но с понижением пробы. Проба была снижена на 11+2⁄3 золотника и вместо 88-й пробные монеты получились 76+1⁄3 пробы, соответствующей пропорции 1 к 14 в отношении к выпускаемым серебряным монетам 72-й пробы. При производстве новых монет возникли трудности: несмотря на то, что для сплава использовалась медь высшего качества, он получался жёстким и хрупким. Неудачный сплав приходилось переплавлять по 4 раза, а при плащении он трескался, кроме того, из-за его жёсткости была осложнена чеканка. Сложность изготовления предполагала увеличение оплаты труда монетчиков в 2,5 раза и время, затраченное на изготовление таких монет, в несколько раз превышало время, необходимое для производства монет старой 88-й пробы. Глава Монетной канцелярии Иван Андреевич Шлаттер настаивал на установлении в России соотношения золота к серебру подобно тому, как это было установлено в Европе. Его доклад был предоставлен императрице 18 декабря 1763 года, а уже 30 марта 1764 года Екатериной II был подписан указ о законодательном регулировании соотношения золота к серебру в пропорции 1 к 15.
Канцелярия также выступила против чеканки золотых червонцев. Причиной этому послужило то, что раньше червонцы стоили 2 руб. 25 коп., а с апреля 1762 года 2 руб. 45 коп.; новые же червонцы должны былти стоить уже 2 рубля 58 копеек за монету. Повышение в стоимости червонца, не имеющего номинала, произошло бы благодаря установлению такой же пропорции золота к серебру, как и в империальных монетах. Даже несмотря на то, что зачастую рынок устанавливал свою цену на червонец, отличную от официальной, 2 рубля 58 копеек — цена слишком высокая, способная вызвать «всякие замешательства». Предложение Монетной канцелярии отказаться от чеканки червонцев было поддержано Сенатом, а 10 апреля 1763 года доклад Сената «О золотой российской монете» был утверждён Екатериной II.
Такое решение было принято без учёта трудностей и увеличения расходов, которые бы возникли при чеканке империалов и полуимпериалов из низкопробного золота. В своём майском донесении Шлаттер обращает на это внимание Сената и императрицы. Шлаттер сообщал, что по указанию Сената производилась пробная чеканка золотых монет с понижением пробы на 11+2⁄3 золотника, масса монет оставалась прежней, а золотниковая проба снижалась до 76+1⁄3, что соответствовало пропорции 1 к 14 в отношении к чеканящейся серебряной монете 72-й пробы. При изготовлении новых золотых монет возникали трудности. Несмотря на использование качественной меди, сплав получался жёстким и хрупким, его приходилось переплавлять 4 раза для «умягчения», а при плащении сплава появлялись трещины. По донесению Шлаттера, из двух фунтов лигатурного золота удавалось получить по три кружка для империалов и полуимпериалов, их окраска до необходимого цвета была проблематичной, а процесс чеканки из-за прочности сплава требовал усилий шести человек. Все эти обстоятельства давали понять, что на изготовления золотых монет уменьшенной пробы будет уходить в несколько раз больше времени, а оплата монетчикам вырастет в 2,5 раза. Мнение канцелярии в лице Шлаттера относительно чеканки монет с уменьшением пробы оставалось прежним. Наконец, оно было услышано в Сенате и предложение Монетной канцелярии о чеканке монет с прежней 88-й пробой и уменьшением веса было поддержано.
В ноябре 1763 года Шлаттер публикует большой доклад «О российской монетной системе», в котором в форме обращения к императрице подробно рассказывает о проблемах монетного дела в России в контексте неустойчивой пропорции золота к серебру. Приводя пример Европы с пропорцией благородных металлов как 1 к 15, Шлаттер указывает на отечественные примеры: «цесарские» червонцы имели пропорцию золота к серебру как 1 к 13+1⁄2, червонцы по образу голландских — 1 к 14, андреевские двухрублёвики — 1 к 13 и т. д. Глава Монетной канцелярии, беря за основу европейское соотношения золота к серебру, справедливо замечает, что при уменьшении серебра в биметаллической пропорции серебряная монета вывозится из государства и наоборот, при его увеличении, из страны начинается вывоз золотой монеты. Помимо прочего Шлаттер в докладе затрагивает проблемы, касающееся пробы золотых монет, мелких низкопробных монет соседних государств, добычи и обработки меди, увеличения числа монетных дворов и прочего.
18 декабря 1763 года Екатерине II был предоставлен доклад Сената «О приготовлении золотой монеты 88-й, а серебряной 72-й пробы, с убавкою в весе монеты, для покрытия передельных расходов; о прекращении выделки серебряных пятачков». Предложение Шлаттера об установлении европейской пропорции между золотом и серебром было поддержано императрицей и уже 30 марта 1764 года был подписан соответствующий именной указ.
<…> золотая империальная и полуимпериальная монета поныне делана была не в такой против серебряной пропорции, как то во всей Европе есть в употреблении; и по сему обстоятельству и учиненным опытам, Всемилостивейше указали Мы оную в туже пропорцию установить, чтобы внутренняя их доброта состояла точно в пятнадцатеро против передельной цены серебра, и сверх того, для способнейшего в народ хождения, мелкую серебряную монету умножить, и делать золотую империальную и полуимпериальную монету прежнею 88-ю пробою <…>Марта 30. Именный — Об установлении пробы и веса золотой и серебряной монеты
По указу от 30 марта из фунта лигатурного золота 88-й пробы производилась чеканка 31 империала, 2 рублей и 88+8⁄9 копеек, вес одного империала составлял 3+3⁄4 золотника (13,09 г), полуимпериала 1+47⁄88 золотника (6,54 г). В дальнейшее правление Екатерины II достоинство золотых монет оставалось неизменным, а империалы продолжали выпускать практически до конца XIX века.
Указ 1764 года имел большое значение для экономики России. Страна оказалась в равных условиях с европейскими государствами, создав благоприятные условия для привоза золота, продажи его казне и частным лицам. Указ также устранил главную причину вывоза российского золота за границу.

### Империалы и полуимпериалы
Последствия восшествия на престол Екатерины II в результате дворцового переворота отразились и на золотых монетах того периода. Сохранились золотые 10-рублёвые монеты 1762 года, где в результате перечеканки на аверсе за профилем императрицы различим профиль свергнутого ею Петра III.
С принятием в 1764 году именного указа «Об установлении пробы и веса…» золотые монеты из обращения начали переделывать в империалы (10 рублей) и полуимпериалы (5 рублей) 88-й золотниковой пробы.
В 1778 году изменился аверс империалов и полуимпериалов. Голову императрицы на монетах стал венчать лавровый венок, как это было на монетах петровского времени.

### Червонцы
27 февраля 1763 года из императорского кабинета действительному статскому советнику Шлаттеру было отправлено сообщение с соизволением императрицы о чеканке из колыванского золота 50 000 червонцев, пробой и весом равных голландским дукатам.
18 декабря 1763 года было принято решение прекратить чеканку червонцев. Однако в 1766 году золотые червонцы были отчеканены существенным тиражом. Вес и проба екатерининских червонцев были такими же, как у голландских дукатов — 3,5 г 94-й пробы. В июле 1796 года Екатерина II приказала изготовить из кабинетского золота 10 000 червонцев также схожих весом и пробой с голландскими.

### Монеты «для дворцового обихода»
Начатая при императрице Елизавете Петровне нерегулярная чеканка золотых монет достоинством в полтину, рубль и два рубля продолжилась в царствование Екатерины II.
В «Корпусе русских монет» великого князя Георгия Михайловича первый том о монетах Екатерины II отмечает отсутствие каких-либо сведений о чеканке золотых двухрублёвиков, рублёвиков и полтин. Упоминание о золотых полтинах Екатерины II встречается в работе И. А. Шлаттера «Историческое описание до монетного дела принадлежащее», дополненной А. А. Нартовым. Шлаттер пишет о золотых полтинниках 88-й пробы, отчеканенных в 1777 году по особому именному повелению императрицы. Георгий Михайлович делает предположение, что и друхрублёвики 1766 и 1785 годов, как и рублёвики 1779 года были произведены таким же образом по особым повелениям Екатерины.
Говоря о назначении золотых монет малого номинала, И. Г. Спасский без ссылки на первоисточник пишет, что предназначались такие монеты «более для внутреннего дворцового обихода, чем для широкого обращения», однако замечает: «встречаются некоторые из них довольно часто и притом в основательно потёртом виде». По одной из версий, монеты могли быть использованы в виде игровых фишек или как мелочи при карточной игре у высших слоёв общества, так как с 1761 года азартные игры на крупные суммы были запрещены. Несмотря на это, сохранились документы елизаветинского времени, подтверждающие сведения об «употреблении в расход» золотых в Москве, а также об отправке крупной партии золотых рублёвиков, полуимпериалов и империалов на общую сумму 110 980 рублей к генерал-фельдмаршалу С. Ф. Апраксину в Латвию.

### Тайная чеканка нидерландских дукатов
После денежной реформы Петра I и появления в России своей оборотной золотой монеты, страна столкнулась с некоторыми трудностями при использовании таких монет за границей. Благодаря самобытной монетной системе и недостаточном знакомстве европейцев с русской монетой, размен был невыгоден для менявшего отечественные золотые на устоявшиеся европейские. Напротив, попадавшие в Россию благодаря торговле нидерландские дукаты имели свободное хождение в европейских странах и фактически играли роль международной монеты благодаря статусу Нидерландов как мировой торговой державы с многочисленными колониями по всему миру.
К. К. Флуг считает, что в 1735 году в царствование Анны Иоанновны в России началась тайная чеканка нидерландских дукатов (голландских червонцев). И. М. Холодовский со ссылкой на труд Шлаттера в «Горном журнале» приводит цифру в 12 747 дукатов, произведённых при Анне Иоанновне.
В 1768 году началась очередная Русско-турецкая война, для успешного ведения которой требовались финансовые вливания. России было необходимо иметь значительные суммы за границей для поддержания русского влияния в Речи Посполитой и Средиземном море. Внешний заём 1769 года не дал должного эффекта и было принято решение о выпуске монет, которые бы полностью копировали нидерландские дукаты. Штемпели для этих монет были вырезаны ювелиром И. Б. Грассом. Первая большая партия нелегальных монет должна была составить 63 000 голландских дукатов. После изготовления в начале 1770 года 100 пробных дукатов было отчеканено 15 000 таких золотых монет на общую сумму 42 487 рублей 50 копеек (по 2 рубля 83+1⁄4 копейки каждый), все они были переданы в Императорский кабинет. По письму президента Берг-коллегии А. Э. Мусина-Пушкина, к середине мая 1770 должны были быть подготовлены ещё 48 000 золотых нидерландских дукатов.
C 12 марта по 2 мая было изготовлено 50 100 голландских червонцев весом 10 пудов 21 фунт 10+1⁄2 золотников (217,2 кг) 94-й золотниковой пробы, на выделку которых использовано Колыванское золото. В майском распоряжении А. В. Олсуфьева к А. Е. Мусину-Пушкину было поручено для чеканки новой партии монет на голландский манер использовать 4 пуда «Екатеринбургского» золота, что вскоре было исполнено. Уже к 23 мая в Кабинет было передано 70 100 дукатов, 70 000 из которых чуть позже по распоряжению князя А. А. Вяземского поручено отправить в ведомство контр-адмирала И. Н. Арфа, чья эскадра в то лето базировалась в Эгейском море. К 21 июня произведено ещё 20 000 дукатов, что в общем составило уже 90 100 монет.
30 июня А. Е. Мусин-Пушкин передал в Кабинет информацию о расходах на передел 90 100 дукатов. Всего на эти дукаты было использовано 18 пудов 36 фунтов 903⁄4 золотника Колыванского золота 94-й золотниковой пробы (18 пудов 21 фунт 16 золотников 80 долей чистого золота). Это же количество золота могло пойти на изготовление империалов 88-й золотниковой пробы на общую сумму 252 987 рублей 85 копеек, а расходы на производство составили бы 2066 рублей 39,5 копеек.
Указом Екатерины II от 28 августа 1770 года было велено отчеканить 50 000 золотых из Колыванского золота «полным настоящим весом, добротою в пробе золота и чеканом точно против голландских червонных». В это время выяснилось, что произведённые в начале года монеты имели недостаток: из фунта их было изготовлено не 118, а 117+40⁄360 доли червонцев. C начала сентября Монетным департаментом определено изготавливать из русского фунта по 117+41⁄161 червонцев вместо 118, каждый весом 78+348⁄590 долей; за ремедиум было принято число не ниже и не выше 1⁄8 золотника на фунт.
К февралю 1772 года было изготовлено ещё 50 000 дукатов, на производство которых использовали 10 пудов 26 фунтов 36 золотников 19 1⁄8 доли золота (10 пудов 17 фунтов 47 золотников 43 доли чистого золота). Изготовленные в 1770 и 1771 годах 140 100 дукатов стоили государству 29 пудов 16 фунтов 41 золотник 471⁄8 доли золота, убыток от этой партии составил 26 655 рублей 50+1⁄4 копейки. По указам императрицы вся эта сумма числилась за Кабинетом. Исследователь Р. В. Краснов делает предположение, что расходы на изготовление «русских» нидерландских червонцев «покрывались за счёт разницы между „курсом“ голландского дуката, составлявшего от 4 рублей 25 копеек до 4 рублей 50 копеек за червонец, и империалом (полуимпериалом)».
Справка Монетного Департамента, составленная в конце 1780-х годов, сообщает о ещё одном крупном тираже отчеканенных в России голландских червонцев. В документе говорится о распоряжении Екатерины II от 2 сентября 1782 года об изготовлении 50 000 монет, отчеканенных в 1783 году.
Начатая при Екатерине II тайная чеканка нидерландских дукатов продолжалась и после окончания войны, затянувшись на целое столетие. Только в 1868 году после ноты протеста голландского посла изготовление таких монет было окончательно прекращено.

## Объёмы производства
Представленная таблица отражает отчеканенные в правление императрицы золотые империалы, полуимпериалы и червонцы, в ней не отражены т. н. монеты для дворцового обихода.
| Чеканка золотых монет в 1762–1796 годах (в рублях) | Чеканка золотых монет в 1762–1796 годах (в рублях) | Чеканка золотых монет в 1762–1796 годах (в рублях) | Чеканка золотых монет в 1762–1796 годах (в рублях) | Чеканка золотых монет в 1762–1796 годах (в рублях) |
| Год                                                | Империалы (10 рублей)                              | Полуимпериалы (5 рублей)                           | Червонцы                                           | Всего                                              |
| -------------------------------------------------- | -------------------------------------------------- | -------------------------------------------------- | -------------------------------------------------- | -------------------------------------------------- |
| 1762                                               | 320 850                                            | 104 565                                            | —                                                  | 425 415                                            |
| 1763                                               | 213 700                                            | 37 575                                             | 122 500                                            | 373 775                                            |
| 1764                                               | 302 320                                            | 123 360                                            | —                                                  | 425 680                                            |
| 1765                                               | 323 720                                            | 255 440                                            | —                                                  | 579 160                                            |
| 1766                                               | 1 591 330                                          | 271 000                                            | 80 213                                             | 1 942 543                                          |
| 1767                                               | 920 000                                            | 450 000                                            | —                                                  | 1 370 000                                          |
| 1768                                               | 505 700                                            | 98 500                                             | —                                                  | 604 200                                            |
| 1769                                               | 800 000                                            | 80 000                                             | —                                                  | 880 000                                            |
| 1770                                               | 100 000                                            | 80 000                                             | —                                                  | 180 000                                            |
| 1771                                               | 315 000                                            | 60 000                                             | —                                                  | 375 000                                            |
| 1772                                               | 507 080                                            | 70 270                                             | —                                                  | 577 350                                            |
| 1773                                               | 543 190                                            | 72 625                                             | —                                                  | 615 845                                            |
| 1774                                               | 525 290                                            | 76 750                                             | —                                                  | 602 040                                            |
| 1775                                               | 500 000                                            | 50 000                                             | —                                                  | 550 000                                            |
| 1776                                               | 676 840                                            | 101 550                                            | —                                                  | 778 390                                            |
| 1777                                               | 154 000                                            | —                                                  | —                                                  | 154 000                                            |
| 1778                                               | 840 000                                            | 115 000                                            | —                                                  | 955 000                                            |
| 1779                                               | 146 640                                            | 4000                                               | —                                                  | 150 640                                            |
| 1780                                               | 720 000                                            | 130 000                                            | —                                                  | 850 000                                            |
| 1781                                               | 233 200                                            | 312 715                                            | —                                                  | 545 915                                            |
| 1782                                               | 40 000                                             | 195 000                                            | —                                                  | 235 000                                            |
| 1783                                               | 256 670                                            | 167 095                                            | —                                                  | 423 765                                            |
| 1784                                               | —                                                  | 15 000                                             | —                                                  | 15 000                                             |
| 1785                                               | —                                                  | 235 360                                            | —                                                  | 235 360                                            |
| 1786                                               | 199 000                                            | 370 000                                            | —                                                  | 569 000                                            |
| 1787                                               | —                                                  | —                                                  | —                                                  | —                                                  |
| 1788                                               | —                                                  | 60 000                                             | —                                                  | 60 000                                             |
| 1789                                               | —                                                  | 60 000                                             | —                                                  | 60 000                                             |
| 1790                                               | —                                                  | 100 000                                            | —                                                  | 100 000                                            |
| 1791                                               | —                                                  | 244 000                                            | —                                                  | 244 000                                            |
| 1792                                               | —                                                  | 336 100                                            | —                                                  | 336 100                                            |
| 1793                                               | —                                                  | 224 450                                            | —                                                  | 224 450                                            |
| 1794                                               | —                                                  | 34 530                                             | —                                                  | 34 530                                             |
| 1795                                               | 23 000                                             | 102 005                                            | —                                                  | 125 005                                            |
| 1796                                               | —                                                  | 114 645                                            | —                                                  | 114 645                                            |
| Всего                                              | 10 757 530                                         | 4 751 535                                          | 202 713                                            | 15 711 778                                         |

За всё время правления Екатерины II было отчеканено 15,7 млн золотых монет. На долю империалов приходилось 68,5 % от из всех выпущенных золотых монет, полуимпериалы составляли 30,2 %, а червонцы 1,3 %.
Анализируя данные о ежегодных выпусках монет, Александр Исаевич Юхт делает ряд выводов об экономике страны в то время. Если рассматривать данные выпуска золота по десятилетиям, можно увидеть падение объёма чеканки: 6,4 млн в 1760-е годы, 4,9 млн в 1770-е годы, 3 млн в 1780-е годы и 1,2 млн в 1790-е годы. Пик чеканки в 1760-е годы объясняется увеличением добычи золота внутри страны; также, вероятно, шла перечеканка прежних золотых денег. В следующие десятилетия в России происходит падение добычи золота вместе с ростом расходов, дефицитом бюджета и внешними долгами государства, что не позволяет закупать за границей достаточно золота для поддержания производства золотой монеты на уровне 60-х–70-х годов.
Во время правления Екатерины II двумя крупными партиями в 1770–1771 и 1782–1783 годах было произведено 190 100 нелегальных нидерландских дукатов, необходимых государству для решения военных задач за границей.
| 1770      | 90 100  | 238 765 |
| 1771      | 50 000  | 132 500 |
| 1782–1783 | 50 000  | 132 500 |
| Всего     | 190 100 | 503 765 |

## Описание монет

### Империал
На аверсе десятирублёвой золотой монеты располагается профильный погрудный портрет императрицы, вправо. Екатерина II облачена в богато украшенное платье и мантию. Через правое плечо надета Андреевская лента. На голове малая императорская корона, волосы украшают жемчуг и драгоценные камни, на правое плечо спадают два локона. В рукаве буквы: «Т∙I» (гравёр Тимофей Иванов). Круговая надпись: «Б∙М∙ЕКАТЕРИНА∙II∙IMП∙IСАМОД∙ВСЕРОС» (Божиею милостию Екатерина II, Императрица и Самодержица Всероссийская). Под бюстом обозначение монетного двора: ММД (Московский монетный двор).
На реверсе монеты крестообразная композиция из гербов — Московского, Казанского, Сибирского и Астраханского царств, герб Москвы в центре. В полях между щитами дата. Круговая надпись: «IМПРСКАЯ РОССÏИС МОН∙ЦЕНА ДЕСЯТ∙РȣБ». Монета на фото справа — перечекан из десяти рублей Петра III.
Золотая монета 917-й метрической пробы. Вес 16,44 г, диаметр от 33,0 до 34,5 мм. Гурт шнуровидный.

### Полуимпериал
Аверс монеты и надпись на нём подобны аверсу империала. Под бюстом обозначение монетного двора: «СПБ» (Санкт-Петербургский монетный двор).
На реверсе подобная империалам крестообразная композиция с гербами. В полях между щитами дата. Круговая надпись: «IМПРСКАЯ РОССÏИС МОН∙ЦЕНА ПЯТЪ∙РȣБ».
Золотая монета 917-й метрической пробы. Вес 8,20 г, диаметр от 25,8 до 26,1 мм. Гурт шнуровидный.

### Червонец
На аверсе червонца изображён профильный погрудный портрет императрицы, вправо. Екатерина II в богато украшенном платье и мантии, через правое плечо надета Андреевская лента. На голове малая императорская корона, волосы украшены жемчугом и драгоценными камнями, на правое плечо спадают два локона. Круговая надпись на аверсе: «Б∙М∙ЕКАТЕРИНА∙II∙IMПЕРАТРИЦА». Под бюстом обозначение монетного двора: «СПБ».
На реверсе монеты двуглавый орёл под тремя коронами. На груди орла червлёный щит с изображением Георгия Победоносца, разящего копьём змея, окружённый цепью ордена святого Андрея Первозванного, в лапах орла скипетр и держава. Круговая надпись на реверсе: «∙IСАМОДЕРЖ∙ВСЕРОСИСКАЯ∙1763».
Золотая монета 978-й метрической пробы. Вес 3,47 г, чистого золота 3,39 г, диаметр от 22,1 до 22,3 мм. Гурт шнуровидный, наклон насечки вправо. ГМ 13.I.13; Биткин 103 (R1).

### Монеты «для дворцового обихода»

#### Полтина
Золотая полтина Екатерины II чеканилась в 1777–1778 годах.
На аверсе изображён погрудный портрет императрицы в профиль, вправо; на голове малая императорская корона, которую обрамляет лавровый венок. Волосы убраны назад, украшены жемчужинами и перевязаны лентами. Бюст в платье, расшитом и украшенном драгоценными камнями, на плечах лежит мантия. Через правое плечо надета лента ордена святого Андрея Первозванного. Круговая надпись: «ЕКАТЕРИ НА∙II∙IМП∙».
На реверсе монеты расположен украшенный вензель императрицы Екатерины Алексеевны (𝓔𝓐), над буквами большая императорская корона. Круговая надпись: «ПОЛТИ НА ∙ 1777».
Вес монеты {\displaystyle \sim }0,65 г, чистого золота {\displaystyle \sim }0,60 г, диаметр {\displaystyle \sim }12,5 мм. Гурт гладкий. Монета 1778 года считается нумизматической редкостью.

#### Рубль
Золотой рубль чеканился при Екатерине II в 1779 году.
Изображение императрицы на аверсе повторяет портрет на лицевой стороне империала 1777 года. Погрудный портрет императрицы изображён в профиль, вправо; голову украшают малая императорская корона и лавровый венок. Волосы зачёсаны назад, один локон спущен на спину, другой на правое плечо, в волосах лента. Бюст в платье, расшитом и украшенном драгоценными камнями, на плечах лежит мантия. Через правое плечо надета Андреевская лента. Круговая надпись: «Б∙М∙ЕКАТЕРИНА∙II∙IМП∙ИСАМОД∙ВСЕРОС».
На реверсе двуглавый орёл, увенчанный тремя императорскими коронами. На груди большой червлёный овальный щит с изображением Георгия Победоносца. В лапах он держит скипетр и державу. Круговая надпись: «МОН ∙ ЦЕНА ∙ РȣБЛь ∙ 17 79 ∙».
Вес монеты {\displaystyle \sim }1,31 г, чистого золота {\displaystyle \sim }1,20 г, диаметр {\displaystyle \sim }15 мм. Гурт шнуровидный.

#### Два рубля
Золотые двухрублёвики Екатерины II чеканились дважды: в 1766 и в 1785 годах.
На аверсе монет 1766 года погрудный портрет императрицы в профиль, вправо; на голове малая императорская корона. Зачёсанные назад волосы перевязаны лентами и украшены жемчужинами. Бюст в расшитом и украшенном драгоценными камнями платье, на плечах лежит мантия. Через правое плечо надета лента ордена святого Андрея Первозванного. Под изображением знак монетного двора: СПб. Круговая надпись: «Б∙М∙ЕКАТЕРИНА∙II∙IМП∙IСАМОД∙ВСЕРОС». На реверсе двуглавый орёл, увенчанный тремя императорскими коронами. На груди большой червлёный овальный щит с изображением Георгия Победоносца. В лапах орла скипетр и держава. Круговая надпись: «МОН ∙ ЦЕНА ∙ ДВА ∙ РȣБЛИ ∙ 17 66 ∙».
Аверс на двухрублёвиках 1785 года содержит погрудный портрет императрицы в профиль, вправо; на голове малая императорская корона и лавровый венок. Зачёсанные назад волосы перевязаны лентами и украшены жемчужинами. Бюст в платье, расшитом и украшенном драгоценными камнями, на плечах горностаевая мантия, украшенная императорскими орлами. плечах лежит мантия. Через правое плечо надета лента ордена св. Андрея Первозванного. Под изображением знак монетного двора: СПб. Круговая надпись: «Б∙М∙ЕКАТЕРИНА∙II∙IМП∙ИСАМОД∙ВСЕРОС∙». Орёл на реверсе подобен изображению 1766 года. Круговая надпись: «МОН ∙ ЦЕНА ∙ ДВА ∙ РȣБЛИ ∙ 17 85 ∙».
Вес монеты {\displaystyle \sim }2,26 г, чистого золота {\displaystyle \sim }2,40 г, диаметр {\displaystyle \sim } 17–18 мм. Гурт шнуровидный. Двухрублёвиков 1786 года не существует, на некоторых экземплярах цифра 5 похожа на 6.

### Голландский дукат
На аверсе изображён идущий вправо рыцарь в латах и шлеме, в его правой руке — поднятый на плечо меч, в левой — пучок перевязанных лентой стрел. В нижней части аверса располагается дата выпуска, разделённая пополам фигурой воина. Круговая надпись: «CONCORDIA RES PAR∙CRES:TRA» (рус. СОГЛАСИЕ ДЕЛАЕТ МАЛОЕ ВЕЛИКИМ. УТРЕХТ). Стрелы оригинальных дукатов имелли аллегорическое значение, указывая на количество нидерландских провинций. Слева от головы рыцаря — герб Утрехта.
На реверсе монеты изображена квадратная рамка с растительным картушем, внутри которой надпись в пять строк: «MO:ORD: PROVIN: FOEDER: BELG∙AD LEG∙IMP» (рус. МОНЕТА ПРАВИТЕЛЬСТВА КОНФЕДЕРАЦИИ ПРОВИНЦИЙ БЕЛЬГИИ ПО ЗАКОНУ ИМПЕРИИ).
Вес монеты {\displaystyle \sim }3,46 г, диаметр {\displaystyle \sim }21,5 мм. Гурт шнуровидный.

### Новоделы
Понятие «новодел» (или новодельная монета) в нумизматике означает повторение старинной монеты, легально (или полулегально) отчеканенное на государственном монетном дворе старыми или специально созданными для этой цели штемпелями. С конца XVIII века в России мюнцкабинет (собрание монет и медалей) становится необходимым «статусным» атрибутом библиотеки светского просвещённого человека, ценящего искусство. Чтобы удовлетворить потребности в наполнении коллекций редкими монетами, новоделы легально чеканились на Санкт-Петербургском монетном дворе вплоть до 1890 года, когда по прошению великого князя Георгия Михайловича их производство было запрещено указом императора Александра III.
Монеты Екатерины II не стали исключением. На изображении справа новодельная золотая монета 1772 года номиналом в 10 рублей.
На аверсе монеты профильный портрет Екатерины II, вправо; в богато украшенном платье и мантии, через правое плечо надета Андреевская лента. На голове малая императорская корона, волосы украшены жемчугом и драгоценными камнями, на правом плече два локона. В рукаве буквы: «Т∙I» (гравёр Тимофей Иванов). Круговая надпись: «Б∙М∙ЕКАТЕРИНА∙II∙IMП∙IСАМОД∙ВСЕРОС». Под бюстом обозначение монетного двора: «СПБ».
Реверс монеты содержит крестообразную композицию из гербов Московского, Казанского, Сибирского и Астраханского царств, в центре малый герб Российской империи. В полях между щитами дата: «1 7 7 2». Круговая надпись: «IМПРСКАЯ РОССÏЙС МОН∙ЦЕНА ДЕСЯТ∙РȣБ».
Проба 917-я метрическая. Вес 12,02 г, диаметр от 30,9 до 31,5 мм. Гурт шнуровидный.

## Комментарии
1. ↑  Сведения о количестве отчеканенных двухрублёвиков, рублёвиков и полтин отсутствуют
2. ↑  По цене 2 рубля 45 копеек каждый червонец
3. ↑  По цене 3 рубля '"`UNIQ--templatestyles-000000DF-QINU`"'48'"`UNIQ--templatestyles-000000E0-QINU`"'+4⁄27 копеек каждый червонец
4. ↑  «По курсу» 2 рубля 65 копеек
5. ↑  До 1830 года Бельгия и Нидерланды были одним государством